# 菊花パン
菊花パン（きくかパン、クックァパン、朝鮮語: 국화빵、英語: Gukhwa-ppang）とは、甘い小豆餡を詰めた菊花形のペイストリーである。菊花パンは大韓民国全土で売られている温かいストリートフードである。菊花形の型のあるワッフルアイロンに似た焼き器を使って焼かれる。